# Holoplatys complanatiformis
Holoplatys complanatiformis är en spindelart som beskrevs av Zabka 1991. Holoplatys complanatiformis ingår i släktet Holoplatys och familjen hoppspindlar. Inga underarter finns listade i Catalogue of Life.